# Aïn Kebira
Aïn Kebira è un comune dell'Algeria, situato nella provincia di Tlemcen.